# Bachem Ba 349 Natter
Bachem Ba 349 Natter – немски едноместен рекетен изтребител-прехващач с вертикално излитане, проектиран и тестван в края на Втората световна война. Бил е разработен за борба с бомбардировачите на антихитлеристката коалиция.

## Предпоставки за създаване на прототипа
Първият вертикално излитащ ракетен прехващач е бил предложен от Вернер фон Браун на Техническия департамент на Германия през лятото на 1939 година. Концепцията е отхвърлена като трудно осъществима. Ерих Бахем, поддържайки контакт с фон Браун, е разработва редица подобни проекти под общото название Fi.166, които също биват отхвърлени. В края на пролетта на 1944 г. е отхвърлен и проекта на Бахем, под наименованието BP.20 Natter (от немски – „Пепелянка“). Само личната намеса на Хайнрих Химлер, който не искал да пропусне шанса да разпространи влиянието си и в сферата на ПВО, накарала Техническия департамент да преразгледа своето решение. Въпреки това, одобреният вариант Natter, Ba.349 доста се различава от оригиналния проект на Бахем.

## Конструкция
Конструкцията на самолета е била почти изцяло дървена, с цел намаляване на себестойността и опростяване на производството. Самолетът е оборудван с един течногоривен ракетен двигател Walter HWK 509A (с тяга: 16,7 kN и време на работа 4 минути) и понеже тягата на основния двигател не била достатъчна за вертикалното излитане на апарата, се използвали четири твърдогоривни ускорителя (бустери) Schmidding 109 – 533 (с тяга 11 768 kN и време на работа 10 секунди), отделящи се след излитане. Шаси за кацане не било предвидено. Излитането се осъществявало посредством вертикална водеща мачта с височина 15 метра.
Самолетът, създаден за борба с бомбардировачи, е бил оборудван с оригинални оръжия: пакет неуправляеми ракети 24х73 mm Henschel Hs 217 Föhn или 33 × 55 mm R4M, инсталиран в носовата му част. Изстрелване на такова количество ракети по бомбардировач от близка дистанция гарантирали сигурно поражение на целта. Други оръжия не били предвидени.
Самолетът е бил предназначен за еднократна употреба. След завършване на задачата и планиране до височина от около 3000 м, пилотът задейства механизъм за разкачване фюзелажа на самолета: пилотът и двигателят се спускали със собствени парашути, а фюзелажът се разбивал на земята.

## Изпитателен полет
Според различни източници, през периода ноември 1944 г. – февруари 1945, са проведени 18 безпилотни старта на Ва.349. Единственият пилотиран полет е осъществен на 1 март 1945. Полетът е катастрофален: на височина от около 750 метра се откъсва фанара, пилотът губи съзнание и пикирайки, неуправляемата машина се врязва в земята. Загива оберлейтенант Лотар Зибер.
Ba.349.не осъществява бойни полети. Построени са общо 36 апарата. От останалите след изпитания шестнадесет машини, 10 са унищожени на земята при настъплението на съюзниците, 4 са транспортирани в САЩ, (където 3 от тях се намират в музеи), а съветските и британските войски успяват да се сдобият с по един трофей.

## Стартови площадки на Ba.349
По план, до пролетта на 1945 г. Ва.349 е трябвало да бъде готов за бойни ддействия. Известни са останките на три стартови площадки на предполагаемото място за разполагане на прехващача – в гората Hasenholz в близост до населеното място Kirchheim/Teck. Те са разположени във върховете на равностранен триъгълник със страна 50 метра. Всяка представлява бетонен кръг (основата на стартовата мачта) с отбелязан кабелен канал.

## В поп-културата
В компютърните игри
- В Secret Weapons of WWII към играта Battlefield 1942 сред останалата техника е наличен Natter, възпроизведен доста точно. Единственото изключение е фактът, че стартът на апарата не е вертикален. Bа.349 Natter в играта стартира по наклонена, а не по вертикална мачта. За разлика от други технически средства в Battlefield 1942, в Natter е предвиден разход на гориво. След свършване на горивото пилотът трябва да катапултира.
- В Return to Castle Wolfenstein Bachem Ba 349 Natter участва като „главен герой“ при евакуация от тайна ракетна база на нацистите.